# SWR Aktuell Rheinland-Pfalz
SWR Aktuell Rheinland-Pfalz ist die Nachrichtensendung des rheinland-pfälzischen Landesprogramms im SWR Fernsehen. Bis zum 31. März 2011 hieß die Sendung Rheinland-Pfalz aktuell, bis zum 5. Februar 2017 SWR Landesschau aktuell Rheinland-Pfalz.

## Inhalt
Im Mittelpunkt stehen Geschehnisse aus Rheinland-Pfalz sowie Nachrichten aus Deutschland und der Welt. Der Sendetitel SWR Aktuell Rheinland-Pfalz gilt für alle Ausgaben. Die Ausgaben um 16:00 und 17:00 verstehen sich als klassische Fernsehnachrichten. Die Nachrichten-Magazine um 18:00 und 21:45 Uhr setzen sich in ihrer Berichterstattung auch mit den Hintergründen der Geschehnisse auseinander. Hier gibt es auch Gespräche mit Reportern, Experten oder Politikern.
Seit dem 3. November 2014 gibt es um 19:30 Uhr eine halbstündige Sendung, die die ursprüngliche Ausgabe von 19:45 Uhr ersetzt. Ein Moderatoren-Doppel, ähnlich wie bei den Tagesthemen oder dem heute-journal ist im Einsatz. Hauptmoderator bzw. Anchorman ist Sascha Becker.

## Sendezeiten
Die Sendezeiten von SWR Aktuell Rheinland-Pfalz von Montag bis Freitag sind:
- 16:00 Uhr – 16:05 Uhr
- 17:00 Uhr – 17:05 Uhr
- 18:00 Uhr – 18:15 Uhr (inklusive ausführlichem Wetterbericht)
- 19:30 Uhr – 20:00 Uhr
- 21:45 Uhr – 22:00 Uhr.

Am Wochenende und an Feiertagen wird SWR Aktuell Rheinland-Pfalz zu folgenden Sendezeiten ausgestrahlt:
- 18:00 Uhr – 18:07 Uhr
- 19:30 Uhr – 20:00 Uhr (Samstag)
- 19:45 Uhr – 20:00 Uhr (Sonn- und Feiertage)
- 21:45 Uhr – 21:50 Uhr (Samstag)

## Moderatoren
SWR Aktuell Rheinland-Pfalz wird im Wechsel moderiert von Sascha Becker, Sandra Hochhuth, Dorit Becker, Christina Dietrich, Florens Herbst, Fatma Mittler-Solak, Daniela Schick. Redaktionsleiter ist seit 2010 Michael Ellermann. Sitz der Redaktion ist das SWR-Funkhaus in Mainz. Zusätzlich berichten die SWR-Studios in Koblenz, Kaiserslautern, Ludwigshafen am Rhein, Trier und eine Korrespondentin in Berlin für SWR Aktuell Rheinland-Pfalz über die Geschehnisse in ihrer Region.